# Trichosalpingus pallipes
Trichosalpingus pallipes es una especie de coleóptero de la familia Mycteridae.

## Distribución geográfica
Habita en Australia.